# Дымково (Вологодская область)
Дымково — упразднённый посёлок в Вологодской области России. Вошёл в черту города Великого Устюга. Известен церквями Димитрия Солунского (1708) и Сергея Радонежского (середина XVIII века).

## История
Дымковская слобода возникла на правом берегу реки Сухоны, по дороге из Устюга на Вологду.
Присоединение Дымкова к Устюгу планировалось ещё во время городской реформы Екатерины II.
В 1920-е годы были планы по переименованию посёлка в Робеспьеровский, но это название не прижилось.

## Социальная сфера
Преобладает частный сектор. Дома оборудованы автономными системами водопровода и канализации. Отопление — газ.